# Eucelatoria bigeminata
Eucelatoria bigeminata là một loài ruồi trong họ Tachinidae.